# Гюрджю Мустафа-паша
Гюрджю (Гурджі) Мустафа-паша (д/н — після 1661) — державний діяч Османської імперії, бейлербей Єгипетського еялету в 1660—1661 роках.

## Життєпис
За походженням був грузином. Відомий насамперед управлінням Єгиптом, куди був призначений бейлербеєм 1660 року. З самого початку вирішив покласти край надмірному впливу мамлюцького клану аль-Факарія. Для цього уклав союз з Ахмед-беєм (лідером клану аль-Касимійя) та очільниками оджаку абазів (складався з залог фортець). Внаслідок змови знищено очільників аль-Факарії й вплив його в результаті підірвано.
1661 року придушив заколот оджаку чаушей, яких підкупили мамлюки з аль-Факарії. Після цього відкликаний до Стамбула. Подальша доля невідома.